# Maria de Montpellier
Maria de Montpellier (em francês:  Marie; Montpellier, 1175/1180/1182 — Roma, 18 de abril de 1213) foi senhora soberana de Montpellier (suo jure) e rainha consorte de Aragão pelo seu terceiro casamento com Pedro II de Aragão.

## Família
Maria foi a única filha nascida de Guilherme VIII de Montpellier e de Eudócia Comnena, sobrinha do imperador Manuel I Comneno, fazendo de Maria sua sobrinha-neta.
Os seus avós paternos foram Guilherme VII de Montpellier e Matilde de Borgonha. Os seus avós maternos são desconhecidos.
Do segundo casamento do pai, teve vários meio-irmãos: Guilherme IX de Montpellier, Tomás, Raimundo, um monge, Bernardo Guilherme, Guido, monge em Cluny, Burgondião, Inês, esposa de Raimundo Rogério, visconde de Béziers e Adelaide ou Ermesinda, esposa de Godofredo II, visconde de Rocaberti.

## Biografia
Como condição do casamento entre os pais, o primogênito, fosse homem ou mulher, sucederia ao título de senhor ou senhora de Montpellier. Portanto, ela foi a herdeira desde o seu nascimento.
O pai de Maria repudiou a esposa, e se divorciou de Eudócia em abril de 1187. Eudócia se tornou uma freira da Ordem de São Bento, em Aniane. Ele então se casou com Inês de Castela ou Inês Gonzalez de Maranon, com quem teve oito filhos. No entanto, o Papa declarou o casamento deles inválido, e os filhos frutos da união como ilegítimos.

### Primeiro casamento
Por volta de 1192, Maria se casou com o visconde Raimundo Godofredo de Marselha, também conhecido como Barral, de quem foi a segunda esposa. Ele era filho de Hugo Godofredo de Marselha e de Cecília d'Aurons. O dote for 100 marcos de prata, em troca da renúncia expressa de seus direitos ao senhorio.  Contudo, ele logo veio a falecer em dezembro 1192, e eles não tiveram filhos.

### Segundo casamento
Em dezembro de 1197, ela se casou com o conde Bernardo IV de Comminges, filho de Bernardo III de Comminges. Ao se casar com ele, Maria foi obrigada pelo pai a renunciar novamente os seus direitos sob Montpellier em favor do meio-irmão, Guilherme. Maria teve pelo menos duas filhas com o segundo marido. Devido ao fato de que Bernardo tinha duas esposas anteriores ainda vivas, e também por razões de consanguinidade, os dois se divorciaram em 1201. Portanto, ela novamente passou a ser herdeira, tornando a sua renúncia inválida, embora o seu pai não a tenha reconhecido como herdeira.

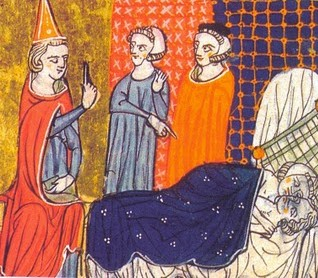
Ilustração da consumação do casamento de Maria e Pedro.

### Terceiro casamento
O pai de Maria faleceu em 1202, lhe deixando dinheiro no seu testamento datado de 4 de novembro de 1202, e o seu meio-irmão passou a governar a cidade, apesar dos direitos de Maria. Porém, alguns anos mais tarde, ela finalmente recuperou o território graças a uma revolta contra Guilherme IX, em 15 de junho de 1204. Foi nessa mesma data que a senhora Maria se casou com o rei Pedro II de Aragão, na Ordem do Templo, em Montpellier.  Pedro era filho de Afonso II de Aragão e de Sancha de Castela. Curiosamente, a mãe de Maria, Eudócia, tinha sido noiva de Afonso II. 
Para Pedro, o casamento foi uma oportunidade de preservar o condado de Rossilhão e os territórios ocitanos. A união teve a aprovação dos cidadãos da cidade e o monarca aragonês aceitou um empréstimo do conde da Provença para casar. Durante os primeiros meses de união, o casal realizou atos de governo conjunto, embora o rei Pedro prometesse obter a aprovação de sua esposa. Mas não demorou a dispensá-la, despertando também a desaprovação das forças políticas da cidade, como ficou demonstrado em 1206 quando o povo de Montpellier se amotinou contra o monarca, que teve de refugiar-se no castelo de Lattes, de onde saiu com vida graças à intervenção do bispo. 
Como Pedro rejeitava Maria, os cônsules de Montpellier, cientes do infortúnio de sua senhora, armaram para ela: um encontro amoroso com seu amado que só precisava cumprir a condição de ocorrer na escuridão absoluta. 
O rei concordou de bom grado, mas a suposta amante não era outro senão sua legítima esposa. Do lado de fora do rancho havia uma importante comitiva rezando para que a união tivesse consequências, como aconteceu, pois nove meses depois, no palácio Tornamiras em Montpellier, nasceria daquele episódio o futuro herdeiro da Coroa de Aragão. A escolha do nome resultou de uma visita que Maria fez à capela de Nuestra Señora de Las Tablas, onde se guardavam as talhas dos doze apóstolos. 
A Rainha acendeu doze velas, prometendo que seu filho levaria o nome do apóstolo cuja vela demorou mais para se apagar, sendo esse o apóstolo Jaime, nome dado ao recém-nascido. 

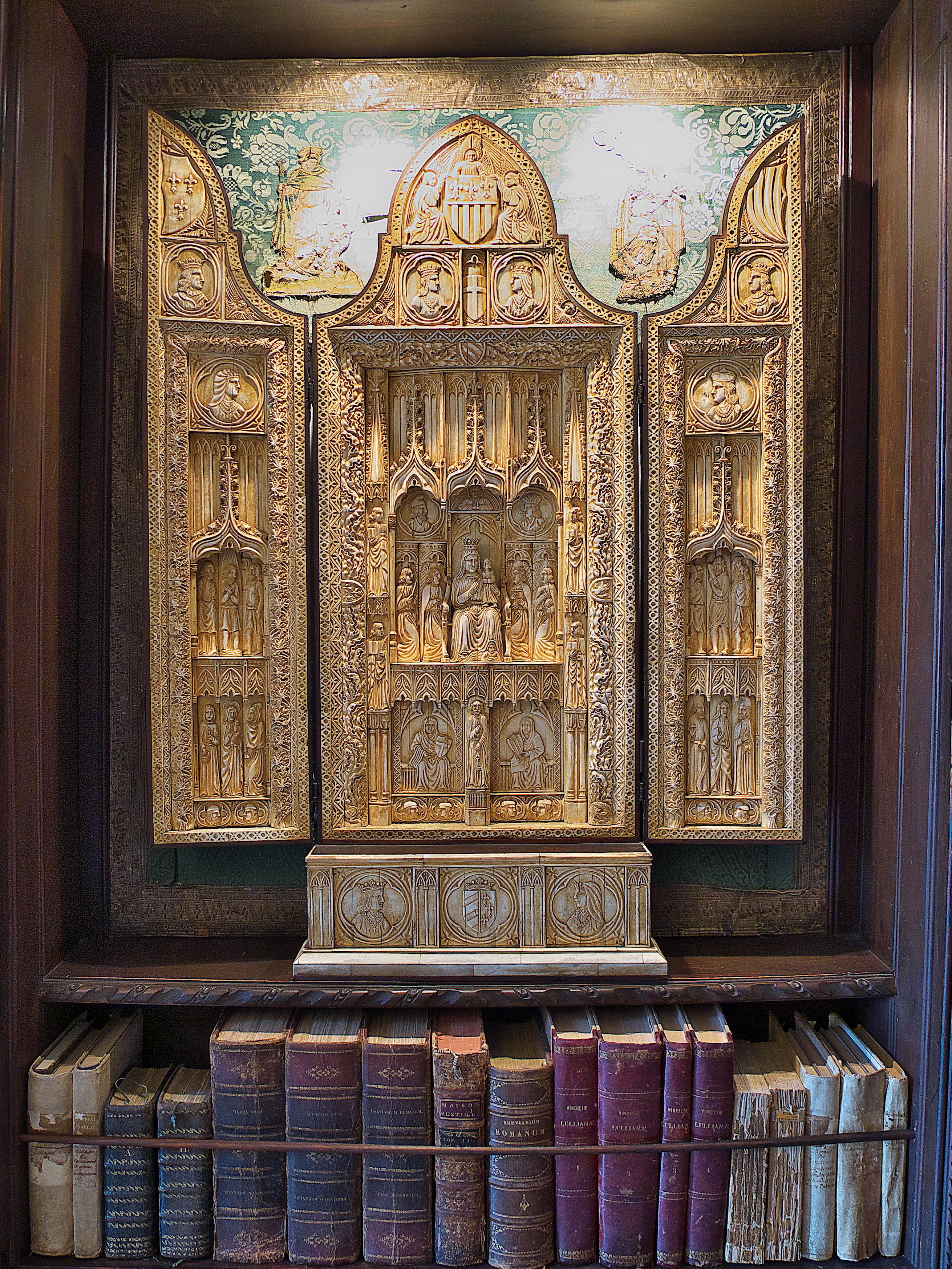
Tríptico de marfim datado do século XV, dedicado ao rei e a rainha de Aragão, localizado na Biblioteca de la Cartuja de Valldemosa.

Desde o início, Pedro quis se divorciar dela, para se casar com a rainha Maria de Jerusalém, além de desejar ficar com as terras da esposa. Com Pedro, ela teve dois filhos, Sancha, que morreu jovem, e o futuro rei Jaime I de Aragão.
A rainha passou os últimos anos de sua vida lutando contra o marido. No final, ela saiu vitoriosa, pois o Papa Inocêncio III recusou-se a conceder um divórcio ao rei aragonês. Um documento datado de janeiro de 1208 declarava a validade do casamento entre o rei a rainha.
A rainha morreu enquanto voltava de Roma para Aragão, em 18 abril de 1213, como registrado no Thalamus de Montpellier. Foi enterrada na Capela de Santa Petronila, em Roma, a qual não existe mais, sendo reenterrada na Basílica de São Pedro, na cidade do Vaticano.
No seu primeiro testamento datado de 1209, Maria nomeous os cavaleiros templários como guardiães de seu filho. Já no seu último testamento, de 1213, ela designa o Papa para essa tarefa.
Além de rei de Aragão, Jaime I também sucedeu a mãe como senhor de Montpellier. Eventualmente, Montpellier tornou-se parte do Reino de Maiorca, até ser transferido para a França, em 1349.

## Descendência
Do segundo casamento:
- Filho de nome desconhecido, cuja existência é provada pelos vários testemunhos relacionados ao caso do divórcio de Maria com o terceiro marido;[8]
- Matilde de Comminges, esposa de Sancho III, visconde de la Barthe, com quem teve um filho;
- Petronila de Comminges, esposa de Centulo I, conde de Astarac, mas não teve filhos.

Do terceiro casamento:
- Sancha (1205 – 1206), esteve noiva de Raimundo de Tolosa, filho do conde Raimundo VI de Toulouse e da princesa Joana de Inglaterra;
- Jaime I de Aragão (1 de fevereiro de 1208 – 27 de julho de 1276), conhecido como o Conquistador, foi sucessor da mãe e do pai, e reinou por quase 63 anos. Foi casado três vezes, e deixou descendência.